# Acta Entomologica Musei Nationalis Pragae
Acta Entomologica Musei Nationalis Pragae (skrót: Acta Ent. Mus. Nat. Pra.) – czeskie, recenzowane czasopismo naukowe publikujące w zakresie entomologii.
Czasopismo to wydawane jest przez Muzeum Narodowe w Pradze. Ukazuje się od 1923 roku. Od 2008 wychodzi dwa razy do roku: w czerwcu i grudniu. Ponadto nieregularnie ukazują się suplementy. Publikuje artykuły o owadach, dotyczące ich systematyki, taksonomii, nomenklatury, morfologii imagines i stadiów rozwojowych z implikacjami dla filogenezy, przynajmniej częściowo bazujące na morfologii analizy filogenetyczne, katalogi oraz ogólne prace o metodologii badań nad owadami.
W 2017 roku jego wskaźnik cytowań według Journal Citation Reports wyniósł 0,632, a według Scimago Journal & Country Rank wyniósł 0,477 co dawało mu 57. miejsce wśród czasopism poświęconych naukom o owadach.